# Ina Müller/Diskografie
Diese Diskografie ist eine Übersicht über die musikalischen Werke der deutschen Sängerin Ina Müller. Den Schallplattenauszeichnungen zufolge hat sie bisher mehr als 1,2 Millionen Tonträger verkauft. Ihre erfolgreichste Veröffentlichung ist das zweite Studioalbum Weiblich, Ledig, 40 mit über 300.000 verkauften Einheiten.

## Alben

### Studioalben
| Jahr | Titel Musiklabel                                | Höchstplatzierung, Gesamtwochen, AuszeichnungChartplatzierungen (Jahr, Titel, Musiklabel, Platzierungen, Wochen, Auszeichnungen, Anmerkungen) | Höchstplatzierung, Gesamtwochen, AuszeichnungChartplatzierungen (Jahr, Titel, Musiklabel, Platzierungen, Wochen, Auszeichnungen, Anmerkungen) | Höchstplatzierung, Gesamtwochen, AuszeichnungChartplatzierungen (Jahr, Titel, Musiklabel, Platzierungen, Wochen, Auszeichnungen, Anmerkungen) | Anmerkungen                                                 |
| Jahr | Titel Musiklabel                                | DE | AT | CH | Anmerkungen                                                 |
| ---- | ----------------------------------------------- | --- | --- | --- | ----------------------------------------------------------- |
| 2004 | Das große Du Traumton Records (Indigo)          | — | — | — | Erstveröffentlichung: 21. Juni 2004                         |
| 2006 | Weiblich, Ledig, 40 105music (Sony BMG)         | DE26 ×3Dreifachgold · (37 Wo.)DE | — | — | Erstveröffentlichung: 13. Oktober 2006 Verkäufe: + 300.000  |
| 2008 | Liebe macht taub 105music (Sony BMG)            | DE6 Platin · (44 Wo.)DE | — | — | Erstveröffentlichung: 28. März 2008 Verkäufe: + 200.000     |
| 2009 | Die Schallplatte – nied opleggt 105music (Sony) | DE13 Gold · (13 Wo.)DE | — | — | Erstveröffentlichung: 30. Oktober 2009 Verkäufe: + 100.000  |
| 2011 | Das wär dein Lied gewesen 105music (Sony)       | DE2 Platin · (44 Wo.)DE | AT24 (2 Wo.)AT | CH90 (1 Wo.)CH | Erstveröffentlichung: 18. Februar 2011 Verkäufe: + 200.000  |
| 2013 | 48 105music (Sony)                              | DE3 Platin · (37 Wo.)DE | AT22 (3 Wo.)AT | CH52 (1 Wo.)CH | Erstveröffentlichung: 25. Oktober 2013 Verkäufe: + 200.000  |
| 2016 | Ich bin die Columbia Records (Sony)             | DE4 Gold · (28 Wo.)DE | AT21 (2 Wo.)AT | CH41 (2 Wo.)CH | Erstveröffentlichung: 28. Oktober 2016 Verkäufe: + 100.000  |
| 2020 | 55 Columbia Records (Sony)                      | DE2 Gold · (23 Wo.)DE | AT17 (3 Wo.)AT | CH23 (3 Wo.)CH | Erstveröffentlichung: 20. November 2020 Verkäufe: + 100.000 |

### Livealben
| Jahr | Titel Musiklabel                                                  | Höchstplatzierung, Gesamtwochen, AuszeichnungChartplatzierungen (Jahr, Titel, Musiklabel, Platzierungen, Wochen, Auszeichnungen, Anmerkungen) | Höchstplatzierung, Gesamtwochen, AuszeichnungChartplatzierungen (Jahr, Titel, Musiklabel, Platzierungen, Wochen, Auszeichnungen, Anmerkungen) | Höchstplatzierung, Gesamtwochen, AuszeichnungChartplatzierungen (Jahr, Titel, Musiklabel, Platzierungen, Wochen, Auszeichnungen, Anmerkungen) | Anmerkungen                                                         |
| Jahr | Titel Musiklabel                                                  | DE | AT | CH | Anmerkungen                                                         |
| ---- | ----------------------------------------------------------------- | --- | --- | --- | ------------------------------------------------------------------- |
| 2004 | Die schallPlatte – Die plattdeutschen Songs Quickborn-Verlag (QV) | — | — | — | Erstveröffentlichung: November 2004                                 |
| 2007 | Weiblich, Ledig, 40 – Live-Edition 105music (Sony BMG)            | DE*DE | — | — | Erstveröffentlichung: 23. November 2007 * siehe Weiblich, Ledig, 40 |
| 2012 | Live 105music (Sony)                                              | DE14 (12 Wo.)DE | — | — | Erstveröffentlichung: 12. Oktober 2012                              |
| 2014 | 48 – Live 105music (Sony)                                         | DE*DE | — | — | Erstveröffentlichung: 24. Oktober 2014 * siehe 48                   |
| 2017 | Ich bin die – Live Columbia Records (Sony)                        | DE*DE | — | — | Erstveröffentlichung: 1. Dezember 2017 * siehe Ich bin die          |

## Singles

### Als Leadmusikerin
| Jahr | Titel Album                                     | Höchstplatzierung, Gesamtwochen, AuszeichnungChartplatzierungen (Jahr, Titel, Album, Platzierungen, Wochen, Auszeichnungen, Anmerkungen) | Höchstplatzierung, Gesamtwochen, AuszeichnungChartplatzierungen (Jahr, Titel, Album, Platzierungen, Wochen, Auszeichnungen, Anmerkungen) | Höchstplatzierung, Gesamtwochen, AuszeichnungChartplatzierungen (Jahr, Titel, Album, Platzierungen, Wochen, Auszeichnungen, Anmerkungen) | Anmerkungen                                                  |
| Jahr | Titel Album                                     | DE | AT | CH | Anmerkungen                                                  |
| ---- | ----------------------------------------------- | --- | --- | --- | ------------------------------------------------------------ |
| 2006 | Bye Bye Arschgeweih Weiblich, Ledig, 40         | — | — | — | Erstveröffentlichung: 13. Oktober 2006                       |
| 2007 | Bitte, bitte Weiblich, Ledig, 40 – Live-Edition | — | — | — | Erstveröffentlichung: 9. November 2007                       |
| 2010 | Ja ich will Das wär dein Lied gewesen           | — | — | — | Erstveröffentlichung: 27. Dezember 2010                      |
| 2012 | Fast drüber weg (Live) Live                     | — | — | — | Erstveröffentlichung: 5. November 2012                       |
| 2016 | Ich bin die                                     | — | — | — | Erstveröffentlichung: 16. September 2016                     |
| 2016 | Tag eins nach Tag aus Ich bin die               | — | — | — | Erstveröffentlichung: 16. September 2016                     |
| 2020 | Wenn der liebe Gott will 55                     | — | — | — | Erstveröffentlichung: 7. Oktober 2020                        |
| 2020 | Wohnung gucken 55                               | — | — | — | Erstveröffentlichung: 7. Oktober 2020                        |
| 2020 | Ich halt die Luft an 55                         | DE— aDE | — | — | Erstveröffentlichung: 23. Oktober 2020                       |
| 2023 | Bis Sylt im Meer versinkt –                     | — | — | — | Erstveröffentlichung: 4. August 2023 mit Max Richard Leßmann |
| 2024 | Bin mager nun und fühle mich –                  | — | — | — | Erstveröffentlichung: 26. April 2024 Original: Wolf Biermann |

### Als Gastmusikerin
| Jahr | Titel Album                                       | Höchstplatzierung, Gesamtwochen, AuszeichnungChartplatzierungen (Jahr, Titel, Album, Platzierungen, Wochen, Auszeichnungen, Anmerkungen) | Höchstplatzierung, Gesamtwochen, AuszeichnungChartplatzierungen (Jahr, Titel, Album, Platzierungen, Wochen, Auszeichnungen, Anmerkungen) | Höchstplatzierung, Gesamtwochen, AuszeichnungChartplatzierungen (Jahr, Titel, Album, Platzierungen, Wochen, Auszeichnungen, Anmerkungen) | Anmerkungen                                                                         |
| Jahr | Titel Album                                       | DE | AT | CH | Anmerkungen                                                                         |
| ---- | ------------------------------------------------- | --- | --- | --- | ----------------------------------------------------------------------------------- |
| 2011 | As Life Found You –                               | — | — | — | Erstveröffentlichung: 23. September 2011 Tim Neuhaus & The Cabinet feat. Ina Müller |
| 2014 | Do They Know It’s Christmas? (Deutsche Version) – | DE1 (5 Wo.)DE | AT10 (3 Wo.)AT | CH21 (2 Wo.)CH | Erstveröffentlichung: 21. November 2014 als Teil von Band Aid 30 Germany            |

## Videoalben
| Jahr | Titel Musiklabel                                       | Anmerkungen                                                                                               |
| ---- | ------------------------------------------------------ | --- |
| 2007 | Weiblich, Ledig, 40 – Live-Edition 105music (Sony BMG) | Erstveröffentlichung: 23. November 2007 Verkäufe werden in DE Weiblich, Ledig, 40 hinzuaddiert            |
| 2008 | Liebe macht taub – Live-Edition 105music (Sony BMG)    | Erstveröffentlichung: 28. November 2008 Verkäufe werden in DE Liebe macht taub hinzuaddiert               |
| 2011 | Die Schallplatte – nied opleggt – Live 105music (Sony) | Erstveröffentlichung: 4. November 2011 Verkäufe werden in DE Die Schallplatte – nied opleggt hinzuaddiert |
| 2012 | Live 105music (Sony)                                   | Erstveröffentlichung: 12. Oktober 2012 Verkäufe werden in DE dem Livealbum hinzuaddiert                   |

## Hörbücher
| Jahr | Titel Musiklabel                                          | Anmerkungen                                                                    |
| ---- | --------------------------------------------------------- | ------------------------------------------------------------------------------ |
| 2003 | Platt is nich uncool. Quickborn-Verlag (QV)               | Erstveröffentlichung: September 2003                                           |
| 2006 | Schönheit vergeiht, Hektar besteiht Quickborn-Verlag (QV) | Erstveröffentlichung: 14. März 2006                                            |
| 2009 | Ünner’t Strohdack III Wachholtz Verlag (WV)               | Erstveröffentlichung: 9. Dezember 2009 mit Uwe Friedrichsen & Fritz Hollenbeck |
| 2012 | Grrrimm Tacheles! (RM)                                    | Erstveröffentlichung: 9. Oktober 2012 mit Karen Duve & Bastian Pastewka        |

## Promoveröffentlichungen
| Jahr | Titel Album                                              | Anmerkungen                |
| ---- | -------------------------------------------------------- | -------------------------- |
| 2006 | So was passiert mir heut’ nicht mehr Weiblich, Ledig, 40 | Erstveröffentlichung: 2006 |
| 2007 | Lieber Orangenhaut Weiblich, Ledig, 40                   | Erstveröffentlichung: 2007 |
| 2008 | Mark Liebe macht taub                                    | Erstveröffentlichung: 2008 |
| 2009 | De Klock is dree Die Schallplatte – nied opleggt         | Erstveröffentlichung: 2009 |
| 2011 | Handtaschen Das wär dein Lied gewesen                    | Erstveröffentlichung: 2011 |
| 2011 | Mit Mitte 20 Das wär dein Lied gewesen                   | Erstveröffentlichung: 2011 |
| 2011 | Das wär dein Lied gewesen                                | Erstveröffentlichung: 2011 |
| 2012 | Die Nummer Das wär dein Lied gewesen                     | Erstveröffentlichung: 2012 |
| 2013 | Wenn du nicht da bist 48                                 | Erstveröffentlichung: 2013 |
| 2014 | Nach Hause 48                                            | Erstveröffentlichung: 2014 |
| 2014 | Wenn ich wegguck 48                                      | Erstveröffentlichung: 2014 |

## Sonderveröffentlichungen

### Alben
| Jahr | Titel Musiklabel             | Anmerkungen                                                      |
| ---- | ---------------------------- | ---------------------------------------------------------------- |
| 2008 | Famous 5 105music (Sony BMG) | Erstveröffentlichung: 10. Oktober 2008 Teil der „Famous-5“-Reihe |

### Lieder
| Jahr | Titel Album                                                            | Anmerkungen                                                                                            |
| ---- | ---------------------------------------------------------------------- | --- |
| 2011 | Übers Meer Jools Holland & Friends                                     | Erstveröffentlichung: 16. September 2011 Jools Holland & His Rhythm & Blues Orchestra feat. Ina Müller |
| 2013 | Where the River Flows MTV Unplugged – in Athens                        | Erstveröffentlichung: 29. November 2013 Scorpions feat. Ina Müller                                     |
| 2014 | Rette mich (Inas-Nacht-Live-Version) Liebe ist kälter als der Tod – EP | Erstveröffentlichung: 28. November 2014 Element of Crime feat. Ina Müller                              |
| 2019 | Ich hab dich nicht mehr zu verlier’n Konturen                          | Erstveröffentlichung: 8. November 2019 Johannes Oerding feat. Ina Müller                               |
| 2019 | Liegen ist Frieden (Live) Liegen ist Frieden – EP                      | Erstveröffentlichung: 15. November 2019 Elen feat. Ina Müller                                          |

| Jahr | Titel Album                                                                | Anmerkungen                                                                                        |
| ---- | -------------------------------------------------------------------------- | -------------------------------------------------------------------------------------------------- |
| 2005 | Am Weihnachtsbaum die Lichter brennen Fröhliche Weihnacht überall          | Erstveröffentlichung: 10. Dezember 2005 Original: Hermann Kletke                                   |
| 2011 | Der Himmel hat eine Träne geweint Poetica                                  | Erstveröffentlichung: 7. Oktober 2011 Original: Camille Saint-Saëns – Karneval der Tiere: Aquarium |
| 2011 | Mein Herz ich will Dich fragen (Competine d’un autr été) Poetica           | Erstveröffentlichung: 7. Oktober 2011 Original: Yann Tiersen – Competine d’un autr été             |
| 2024 | Bin mager nun und fühle mich Wolf Biermann Re:Imagined – Lieder für jetzt! | Erstveröffentlichung: 15. November 2024 Original: Wolf Biermann                                    |

| Jahr | Titel Soundtrack                        | Anmerkungen                                                    |
| ---- | --------------------------------------- | -------------------------------------------------------------- |
| 2014 | Liebe People Bibi & Tina: Voll verhext! | Erstveröffentlichung: 19. Dezember 2014 mit Emilio Moutaoukkil |

### Videoalben
| Jahr | Titel Musiklabel          | Anmerkungen                                                                |
| ---- | ------------------------- | -------------------------------------------------------------------------- |
| 2014 | 48 – Live 105music (Sony) | Erstveröffentlichung: 24. Oktober 2014 Teil von 48 – Live (Deluxe-Version) |

## Statistik

### Chartauswertung
|                     | DE    | AT    | CH    |
| ------------------- | ----- | ----- | ----- |
| Nummer-eins-Alben   | DE—DE | AT—AT | CH—CH |
| Top-10-Alben        | DE5DE | AT—AT | CH—CH |
| Alben in den Charts | DE8DE | AT4AT | CH4CH |

|                       | DE    | AT    | CH    |
| --------------------- | ----- | ----- | ----- |
| Nummer-eins-Singles   | DE1DE | AT—AT | CH—CH |
| Top-10-Singles        | DE1DE | AT1AT | CH—CH |
| Singles in den Charts | DE1DE | AT1AT | CH1CH |

### Auszeichnungen für Musikverkäufe
Anmerkung: Auszeichnungen in Ländern aus den Charttabellen bzw. Chartboxen sind in ebendiesen zu finden.
| Land/RegionAuszeichnungen für Musikverkäufe (Land/Region, Auszeichnungen, Verkäufe, Quellen) | Gold     | Platin     | Verkäufe  | Quellen           |
| -------------------------------------------------------------------------------------------- | -------- | ---------- | --------- | ----------------- |
| Deutschland (BVMI)                                                                           | 4× Gold4 | 4× Platin4 | 1.200.000 | musikindustrie.de |
| Insgesamt                                                                                    | 4× Gold4 | 4× Platin4 |           |                   |